# Биктагиров, Искандер Исмагилович
Искандер Исмагилович Биктагиров (12 октября 1951; село Верхняя Чегодайка, Черемшанский район, Татарская АССР - 24 декабря 2023; Татарстан) — советский и татарский певец. Народный артист Республики Татарстан (2000).

## Биография
Родился 12 октября 1951 года в селе Верхняя Чегодайка Черемшанского района Татарской АССР.
В 1980 году Биктагиров окончил Казанский химико-технологический институт, с 1982 года по 1984 год прошёл стажировку в Казанской консерватории по классу З.Г. Хисматуллиной.
С 1975 году по 1981 год стал артистом хора в ансамбле песен и танцев Республики Татарстана. С 1981 года по 1995 год Биктагиров начал являться солистом и в то же время вокалистом эстрадного отдела Татарской филармонии. С 1995 года — солист Казанской городской филармонии.
Биктагиров исполнял песни на узбекском, таджикском, казахском, турецком, арабском, а также на русском языках.
Ушёл из жизни 24 декабря 2023 года из-за онкологического заболевания в Татарстане.

## Издательства
- Tatar ėnt͡siklopedii͡a su̇zlege. — Tatar ėnt͡siklopedii͡ase instituty, 2002. — 840 с. — ISBN 978-5-902375-01-2.